# Brothertoft
Brothertoft är en by i civil parish Holland Fen with Brothertoft, i distriktet Boston, i grevskapet Lincolnshire, i England. Byn är belägen 5 km från Boston. Brothertoft var en civil parish 1866–1987 när blev den en del av Holland Fen with Brothertoft. Civil parish hade 407 invånare år 1961.